# Кросс, Бёртон Мелвин
Бёртон Мелвин Кросс (англ. Burton Melvin Cross; 12 ноября 1902 — 22 октября 1998) — американский политик-республиканец, 61-й и 63-й губернатор штата Мэн.

## Биография
В 1933 году Кросс был избран в муниципальный совет Огасты, в 1941 в Палату представителей Мэна, а в 1945 в Сенат Мэна. В 1947 году являлся лидером большинства, а в 1949—1952 председателем Сената Мэна.
На губернаторских выборах 1952 года Кросс выставил свою кандидатуру. Выборы для него оказались победными. За две недели до официального вступления в должность председатель Сената Кросс занял пост губернатора, так как Фредерик Пэйн ушёл в отставку 25 декабря 1952, которого 3 января 1953 ждало кресло в Сенате. B 10:00 6 января 1953 года на должность председателя Сената Мэна был назначен Натаниэль Хаскелл, которому Кросс, хоть и временно, передал полномочия. В 11:00 7 января 1953 года состоялась инаугурация, и Бёртон Кросс официально вступил в должность губернатора штата Мэн.
В 1954 году собирался переизбраться, но был побеждён демократом Эдмундом Маски. Перевес голосов в сторону победителя оказался более чем 20 000 голосов.
После этого Кросс оставил политическую деятельность. Умер 22 октября 1998 года в Огасте.